# Eucalyptus melliodora
Eucalyptus melliodora ist eine Pflanzenart innerhalb der Familie der Myrtengewächse (Myrtaceae). Sie kommt im Südosten von Queensland, im Osten und im Zentrum von New South Wales, sowie im Norden, Osten und Süden von Victoria vor und wird dort „Yellow Box“, „Yellow Ironbox“, „Yellow Jacket“, „Honey Box“, „Honey-scented Gum“ oder „Dargan“ genannt.

## Beschreibung

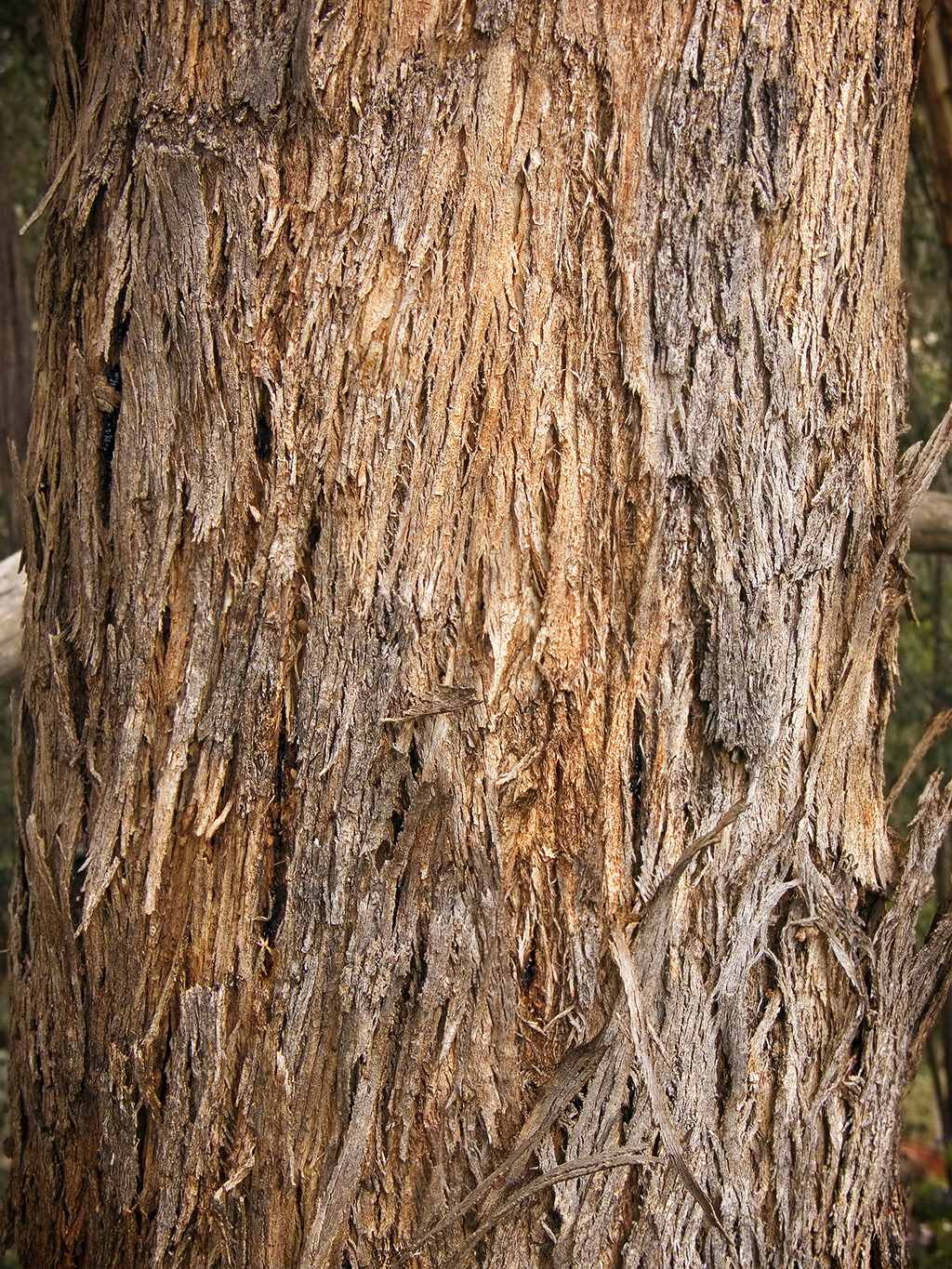
Borke

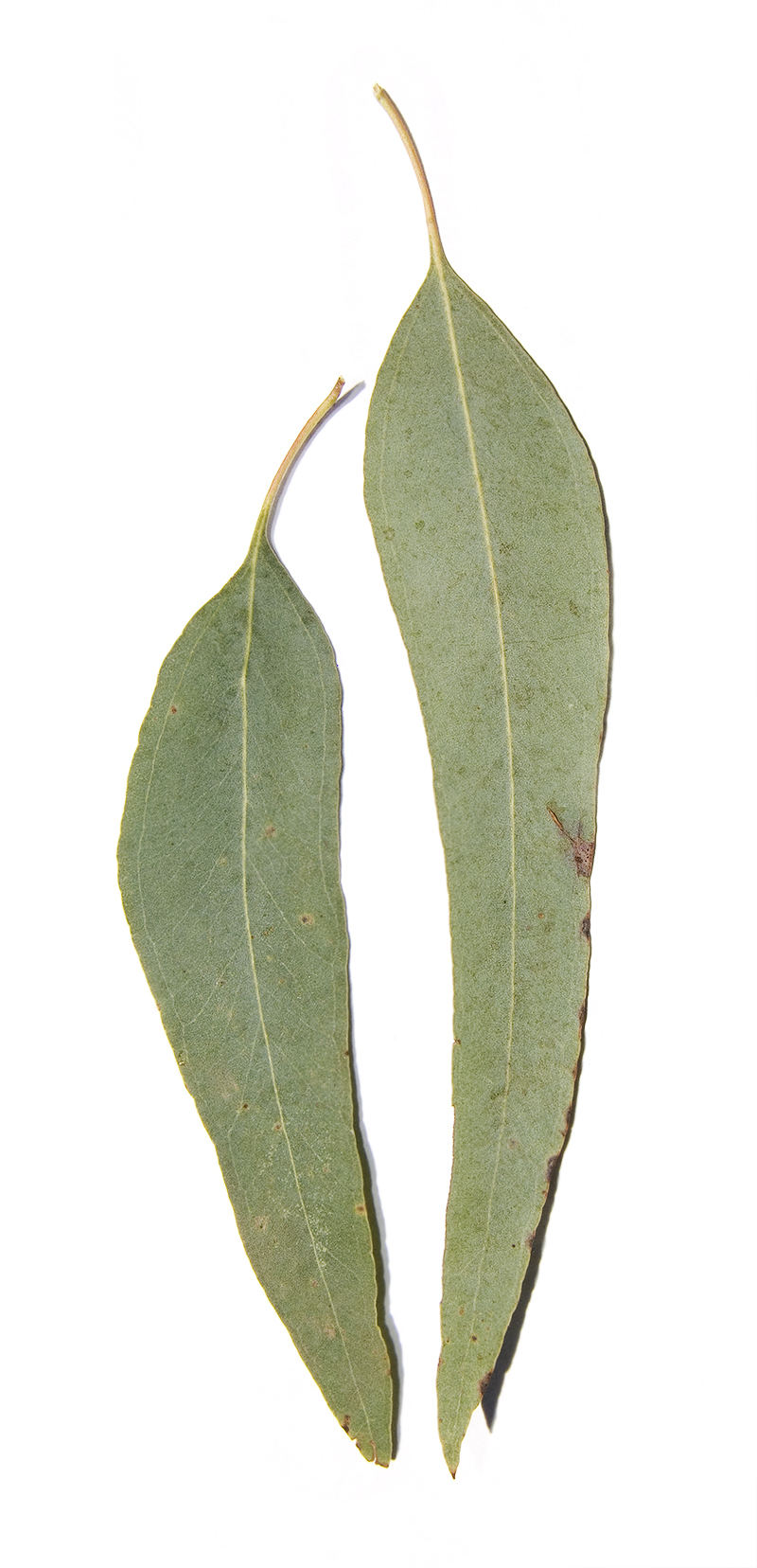
Laubblätter

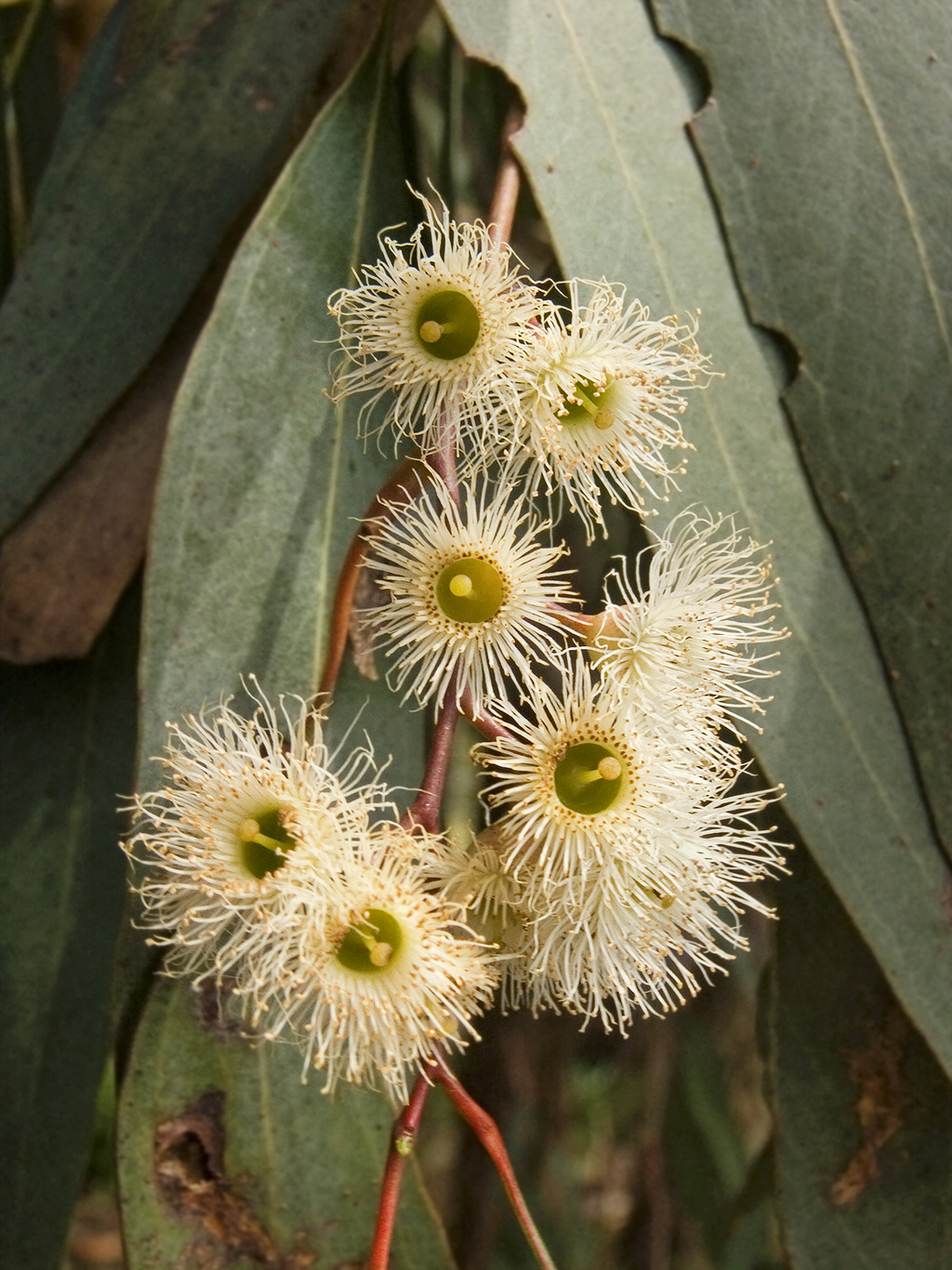
Blütenstand vor Laubblättern

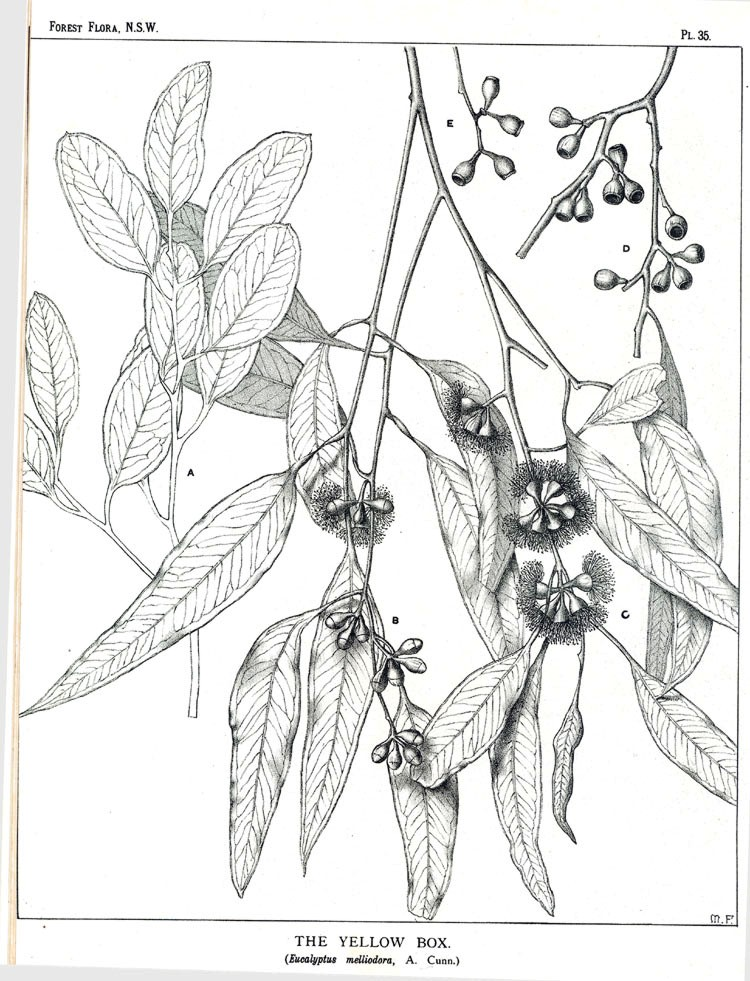
Illustration

### Erscheinungsbild und Blatt
Eucalyptus melliodora wächst als immergrüner Baum, der Wuchshöhen von bis über 30 Meter erreicht. Der Stammdurchmesser erreicht bis etwa 1 Meter, selten bis über 2 Meter. Die Borke verbleibt am unteren Teil des Stammes oder auch am gesamten Stamm und den größeren Ästen, ist grau, blassbraun oder gelb-braun mit weißen Flecken und faserig-stückig. An den oberen Teilen des Baumes ist sie grau, grau-braun oder gelb und schält sich in kurzen Bändern. Die kleinen Zweige besitzen eine grüne Rinde. Weder im Mark der jungen Zweige noch in der Borke gibt es Öldrüsen.
Bei Eucalyptus melliodora liegt Heterophyllie vor. Die ganzrandigen Laubblätter sind stets in Blattstiel und -spreite gegliedert. Die Blattstiele sind 10 bis 15 mm lang. An jungen Exemplaren ist die Blattspreite elliptisch und matt grün oder grau-grün. Bei mittelalten Exemplaren ist die Blattspreite bei einer Länge von etwa 11 cm und einer Breite von etwa 5 cm elliptisch, gerade und matt grün oder grau-grün. Die auf Ober- und Unterseiten gleichfarbig matt grünen oder grau-grünen Blattspreiten an erwachsenen Exemplaren sind bei einer Länge von 6 bis 14 cm und einer Breite von 0,8 bis 1,8 cm schmal-eilanzettlich oder eilanzettlich, sichelförmig gebogen, verjüngen sich zur Spreitenbasis hin und besitzen ein spitzes oberes Ende. Die kaum erkennbaren Seitennerven gehen in großen Abständen in einem spitzen Winkel vom Mittelnerv ab. Die Keimblätter (Kotyledone) sind verkehrt-nierenförmig.

### Blütenstand und Blüte
Seitenständig an einem bei einer Länge von 3 bis 11 mm und einem Durchmesser von bis zu 3 mm im Querschnitt stielrunden, schmal abgeflachten oder kantigen Blütenstandsschaft stehen in einem einfachen Blütenstand bis etwa sieben, duftende Blüten zusammen. Die 2 bis 9 mm langen Blütenstiele sind stielrund. Die nicht blaugrün bemehlten oder bereiften Blütenknospen sind bei einer Länge von 5 bis 8 mm und einem Durchmesser von 3 bis 4 mm keulen- oder eiförmig. Die Blütenblätter bilden eine Kalyptra, die während der Öffnung der Blüte abfällt. Die glatte Kalyptra ist konisch und manchmal auch schnabelförmig, ebenso lang wie oder kürzer als der glatte oder gerippte Blütenbecher (Hypanthium) und so breit wie oder schmaler als dieser. Die äußeren der vielen Staubblätter sind unfruchtbar. Die Blüten sind weiß oder cremeweiß.

### Frucht

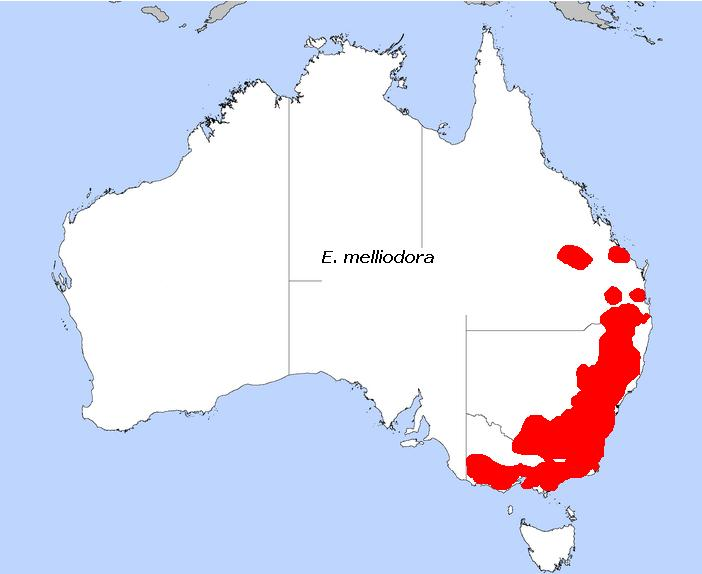
Verbreitung

Die gestielte und vielsamige Kapselfrucht ist bei einer Länge und einem Durchmesser von je 4 bis 7 mm gestutzt kugelig, halbkugelig oder eiförmig und fünffächerig. Der Diskus ist eingedrückt, die Fruchtfächer sind eingeschlossen.

## Vorkommen
Das natürliche Verbreitungsgebiet von Eucalyptus melliodora ist die Great Dividing Range im Südosten von Queensland, im Osten und im Zentrum von New South Wales, sowie im Norden, Osten und Süden von Victoria.
Eucalyptus melliodora wächst weitverbreitet und örtlich häufig in grasigen, lichten Wäldern auf mäßig fruchtbaren Böden, oft auf sandigen Böden oder in Tälern von Wasserläufen.

## Systematik
Die Erstbeschreibung von Eucalyptus melliodora erfolgte 1843 durch Johannes Konrad Schauer in Repertorium Botanices Systematicae, Volume 2 (5), S. 924. Das Typusmaterial weist die Beschriftung „In Novae Cambriae australis plagis interioribus occidentum versus frequens“ auf. Das Artepitheton melliodora setzt sich aus den lateinischen Worten „mel“ für Honig und „odor“ für Geruch zusammen.
Synonyme von Eucalyptus melliodora A.Cunn. ex Schauer sind Eucalyptus caerulescens Naudin, Eucalyptus forsythii Maiden, Eucalyptus patentiflora Miq., Eucalyptus melliodora A.Cunn. ex Schauer var. melliodora, Eucalyptus melliodora var. brachycarpa Blakely und Eucalyptus melliodora var. elliptocarpa Blakely, Eucalyptus argentea Cordier ex Blakely nom. illeg.
Natürliche Hybriden bildet Eucalyptus melliodora mit Eucalyptus albens, Eucalyptus caleyi subsp. caleyi, Eucalyptus crebra und Eucalyptus sideroxylon. Bei „Australian Plant Name Index“ wird eine Hybride als Varietät erwähnt: Eucalyptus melliodora var. × murrurundi Blakely.

## Verwendung
Der Honig ist begehrt.
Das harte, sehr schwere und sehr beständige Holz wird vielfältig verwendet.